# Sematophyllum cirrhifolium
Sematophyllum cirrhifolium är en bladmossart som beskrevs av Mitten in J. Murray 1885. Sematophyllum cirrhifolium ingår i släktet Sematophyllum och familjen Sematophyllaceae. Inga underarter finns listade i Catalogue of Life.